# Sığma
Sığma ist eine Kleinstadt im Landkreis Sarayköy der türkischen Provinz Denizli. Sığma liegt etwa 24 km nordwestlich der Provinzhauptstadt Denizli und 6 km östlich von Sarayköy. Sığma hatte laut der letzten Volkszählung 1.028 Einwohner (Stand Ende Dezember 2010). Die Bevölkerung besteht hauptsächlich aus Tscherkessen.
Das Verwaltungsgebiet von Sığma gliedert sich in zwei Stadtteile, Çaybaşı Mahallesi und Gündoğdu Mahallesi, die jeweils von einem Muhtar verwaltet werden.